# Olle Gnospelius
Bengt Olle Torsten Gnospelius, född 19 september 1917 i Göteborgs Vasa församling, Göteborgs och Bohus län, död 28 februari 1990 i Farsta församling, Stockholm, var en svensk präst.

## Biografi
Olle Gnospelius föddes 1917 i Göteborg. Han avlade teologie kandidatexamen och filosofie kandidatexamen 1944. Gnospelius blev 1946 kyrkoadjunkt i Vaxholms församling och var 1947–1950 sjömanspräst i New York. Han var från 1950 till 1973 kyrkoadjunkt i Storkyrkoförsamlingen, Stockholm och var även från 1953 till 1958 militärpastor vid Kungliga Sjökrigsskolan. Gnospelius var 1974–1985 kyrkoherde i Maria Magdalena församling i Stockholm och 1980–1985 kontraktsprost i Södermalms kontrakt.